# 1-es busz (Edelény)
Az edelényi 1-es jelzésű autóbusz a Vasútállomás és a Szociális Gondozó Intézet között közlekedett, amelyet a Borsod Volán Zrt. üzemeltetett.

## Útvonala
| Vasútállomás – Szociális Gondozó Intézet |
| --- |
| József Attila út – Borsodi út – Hősök tere – István király útja – Kenderföldi út – Tormás út – Antal György út – Szentpéteri út – Szent Márton út |

| Autóbusz-állomás – Szociális Gondozó Intézet                                                    |
| ----------------------------------------------------------------------------------------------- |
| József Attila út – Borsodi út – Hősök tere – Antal György út – Szentpéteri út – Szent Márton út |

## Közlekedése
| Útvonal                                      | Indításszám     | Közlekedési rend     |
| -------------------------------------------- | --------------- | -------------------- |
| Vasútállomás ⭠ Szociális Gondozó Intézet     | 1 vissza        | hétvégén             |
| Autóbusz-állomás – Szociális Gondozó Intézet | 1 oda, 3 vissza | munkanapokon         |
| Autóbusz-állomás – Szociális Gondozó Intézet | 1 oda, 2 vissza | szabadnapokon        |
| Autóbusz-állomás – Szociális Gondozó Intézet | 4 oda, 1 vissza | munkaszüneti napokon |

## Megállóhelyei
| – Csak a vasútállomásig közlekedő érinti. – Csak az autóbusz-állomásról/-ig közlekedő érinti. |                                       |        |   |
| ∫                                                                                             | Vasútállomás végállomás               | ∫      | ∫ |
| 0                                                                                             | Autóbusz-állomás vonalközi végállomás | 0.0 km | 0 |
| 1                                                                                             | Kastély bejárati út                   | 0.3 km | 1 |
| ∫                                                                                             | Kórház bejárati út                    | ∫      | ∫ |
| ∫                                                                                             | Városháza                             | ∫      | ∫ |
| ∫                                                                                             | Bányászklub                           | ∫      | ∫ |
| ∫                                                                                             | Antal György út 44.                   | ∫      | ∫ |
| 2                                                                                             | Szentpéteri út 6.                     | 2.0 km | 3 |
| 3                                                                                             | Bányász lakótelep                     | 2.6 km | 4 |
| 4                                                                                             | Kollégium                             | 3.1 km | 5 |
| 5                                                                                             | I. akna                               | 3.8 km | 6 |
| 6                                                                                             | Szociális Gondozó Intézet végállomás  | 4.7 km | 8 |